# 笠井勝彦
笠井 勝彦（かさい かつひこ）は、日本の裁判官、公証人。東京地方裁判所部総括判事などを経て、東京高等裁判所判事（第15民事部）を最後に依願退官し公証人となった。明治大学卒業。

## 経歴
- 1995年4月1日 - 札幌地方裁判所小樽支部長、札幌家庭裁判所小樽支部支部長
- 1996年4月1日 - 札幌地方裁判所判事・札幌家庭裁判所判事
- 1999年4月1日 - 東京高等裁判所判事
- 2002年4月1日 - 札幌高等裁判所判事
- 2003年4月1日 - 札幌地方裁判所部総括判事
- 2007年4月1日 - 東京地方裁判所部総括判事（民事第1部）
- 2010年4月1日 - 東京高等裁判所判事（第15民事部）
- 2013年10月25日 - 依願退官
- 2014年1月6日 - 川崎公証役場公証人

## 主な裁判
- 2005年11月18日 肝硬変の患者が検査を拒否したため、肝がんを早期発見するための検査をしなかった。そのため肝がんで死亡した。「患者から断られたときは検査の重要性を十分説明すべきだ。」として、日本赤十字社と担当医師に3600万円の支払いを命じた。
- 2006年9月29日 NTT東日本の社員5人が配置転換されたのは、人事権の濫用で違法とし、同社に300万円の支払いを命じた。
- 2007年6月15日 中国残留日本人孤児が、国は速やかな帰国措置と帰国後の自立支援を怠った等として国に損害賠償請求を求めた訴訟において、原告らの請求を棄却した。

| スタブアイコン | サブスタブ | この項目は、まだ閲覧者の調べものの参照としては役立たない、人物に関連した書きかけの項目です。この項目を加筆・訂正などしてくださる協力者を求めています（P:人物伝/PJ:人物伝）。 |